# Klimkers
Klimkers (Tropaeolum) is een geslacht van planten uit de familie Tropaeolaceae. Het geslacht komt voor in Centraal-Amerika en Zuid-Amerika.
Klimkers telt ongeveer tachtig soorten, waaronder enkele populaire tuinplanten zoals de Oost-Indische kers. De planten hebben doorgaans intens gekleurde bloemen. De planten zijn populair voedsel voor de larven van Lepidoptera-soorten. 
Klimkers werd oorspronkelijk ingedeeld bij de familie Tropaeolaceae, samen met Magallan en Tropaeastrum.

## Soorten
- Tropaeolum adpressum
- Tropaeolum aduncum
- Tropaeolum albiflorum
- Tropaeolum argentinum
- Tropaeolum asplundii
- Tropaeolum atrocapillare
- Tropaeolum azureum
- Tropaeolum beuthii
- Tropaeolum bicolor
- Tropaeolum bimaculatum
- Tropaeolum bogotense
- Tropaeolum boliviense
- Tropaeolum brachyceras
- Tropaeolum brasiliense
- Tropaeolum brideanum
- Tropaeolum bridgesii
- Tropaeolum buchenaui
- Tropaeolum buchenauianum
- Tropaeolum calcaratum
- Tropaeolum calvum
- Tropaeolum capillare
- Tropaeolum carchense
- Tropaeolum chilense
- Tropaeolum chrysanthum
- Tropaeolum chymocarpus
- Tropaeolum ciliatum
- Tropaeolum cirrhipes
- Tropaeolum coccineum
- Tropaeolum cochabambae
- Tropaeolum concavum
- Tropaeolum concinneum
- Tropaeolum canariense
- Tropaeolum crenatiflorum
- Tropaeolum crenatum
- Tropaeolum cubio
- Tropaeolum curvirostre
- Tropaeolum cuspidatum
- Tropaeolum deckerianum
- Tropaeolum dentatifolium
- Tropaeolum denticualtum
- Tropaeolum digitatum
- Tropaeolum dipetalum
- Tropaeolum edule
- Tropaeolum elatum
- Tropaeolum elegans
- Tropaeolum elzae
- Tropaeolum emarginatum
- Tropaeolum equatoriense

- Tropaeolum ferreyrae
- Tropaeolum fintelmannii
- Tropaeolum flavipilum
- Tropaeolum floribundum
- Tropaeolum fulvum
- Tropaeolum funckii
- Tropaeolum gaertnerianum
- Tropaeolum garciae
- Tropaeolum glaucescens
- Tropaeolum glaucum
- Tropaeolum glaziovii
- Tropaeolum gracile
- Tropaeolum guatemalense
- Tropaeolum harlingii
- Tropaeolum hayneanum
- Tropaeolum hieronymii
- Tropaeolum hirsutum
- Tropaeolum hirtifolium
- Tropaeolum hjertingii
- Tropaeolum hookerianum
- Tropaeolum hortense
- Tropaeolum hughesae
- Tropaeolum huigrense
- Tropaeolum huynhii
- Tropaeolum hybridum
- Tropaeolum incisum
- Tropaeolum incrassatum
- Tropaeolum infundibularum
- Tropaeolum integrifolium
- Tropaeolum jilesii
- Tropaeolum karstenii
- Tropaeolum kerneisinum
- Tropaeolum killipii
- Tropaeolum kingii
- Tropaeolum klotzschii
- Tropaeolum kuntzeanum
- Tropaeolum lasseri
- Tropaeolum lechleri
- Tropaeolum lehmannii
- Tropaeolum leichtlinii
- Tropaeolum leonis
- Tropaeolum lepidum
- Tropaeolum leptoceras
- Tropaeolum leptophyllum
- Tropaeolum lindenii
- Tropaeolum linearifolium
- Tropaeolum lobbianum
- Tropaeolum lobbii

- Tropaeolum longiflorum
- Tropaeolum longifolium
- Tropaeolum looseri
- Tropaeolum luteum
- Tropaeolum macrophyllum
- Tropaeolum macrophyllum
- Tropaeolum maculatum
- Tropaeolum maculifolium
- Tropaeolum magnificum
- Tropaeolum majus
- Tropaeolum marginatum
- Tropaeolum mathewsii
- Tropaeolum menispermifolium
- Tropaeolum mexiae
- Tropaeolum meyeri
- Tropaeolum minimum
- Tropaeolum minus
- Tropaeolum moritzianum
- Tropaeolum morreanum
- Tropaeolum mucronatum
- Tropaeolum myriophyllum
- Tropaeolum nubigenum
- Tropaeolum nuptae-jucundae
- Tropaeolum olmosense
- Tropaeolum orinocense
- Tropaeolum orthoceras
- Tropaeolum oxalidanthum
- Tropaeolum paniculatum
- Tropaeolum papillosum
- Tropaeolum parviflorum
- Tropaeolum parvifolium
- Tropaeolum patagonicum
- Tropaeolum pellucidum
- Tropaeolum peltophorum
- Tropaeolum pendulum
- Tropaeolum pentagonum
- Tropaeolum pentaphyllum
- Tropaeolum peregrinum
- Tropaeolum pilosum
- Tropaeolum piltophorum
- Tropaeolum pinnatum
- Tropaeolum polyphyllum
- Tropaeolum popelari
- Tropaeolum porifolium
- Tropaeolum prostratum
- Tropaeolum pseudopubescens
- Tropaeolum pubescens

- Tropaeolum pulchellum
- Tropaeolum purpureum
- Tropaeolum quinatum
- Tropaeolum quinquelobum
- Tropaeolum rectangulum
- Tropaeolum reichianum
- Tropaeolum reineckeanum
- Tropaeolum repandum
- Tropaeolum rhizophorum
- Tropaeolum rhomboideum
- Tropaeolum sanctae-catharinae
- Tropaeolum schlimii
- Tropaeolum seemannii
- Tropaeolum septangulum
- Tropaeolum septemlobatum
- Tropaeolum sessilifolium
- Tropaeolum smithii
- Tropaeolum speciosum
- Tropaeolum steyermarkianum
- Tropaeolum stipulatum
- Tropaeolum suberosum
- Tropaeolum subincrassatum
- Tropaeolum tenellum
- Tropaeolum tenuirostre
- Tropaeolum tenuirostre
- Tropaeolum tomentosum
- Tropaeolum traceyae
- Tropaeolum trialatum
- Tropaeolum trialatum
- Tropaeolum tricolor
- Tropaeolum tricolori-brachyceras
- Tropaeolum trilobum
- Tropaeolum trilobum
- Tropaeolum tuberosum
- Tropaeolum umbellatum
- Tropaeolum unilobatum
- Tropaeolum vargasianum
- Tropaeolum venezuelae
- Tropaeolum venosum
- Tropaeolum violaceum
- Tropaeolum violaeflorum
- Tropaeolum wagnerianum
- Tropaeolum warmingianum
- Tropaeolum warscewiczii
- Tropaeolum weberbaueri
- Tropaeolum willinkii
- Tropaeolum yarrati